# Eublemma taifensis
Eublemma taifensis är en fjärilsart som beskrevs av Edward P. Wiltshire 1980. Eublemma taifensis ingår i släktet Eublemma och familjen nattflyn. Inga underarter finns listade i Catalogue of Life.